# Letzte Instanz
Letzte Instanz (с нем. — «Последняя инстанция») — немецкая группа, основанная в Дрездене в 1996 году и играющая в стиле средневековый метал, для которого характерно использование скрипок и виолончелей. Их дискография насчитывает 13 студийных альбомов, один концертный альбом и 3 DVD. Также группа присутствует на многочисленных сборниках.

## История
Letzte Instanz был сформирован в 1996 году в Дрездене, основываясь на коллективе группы «Resistance», в рядах которого числились все её будущие участники. В первоначальный состав входили Hörbi, Tin Whistle, Muttis Stolz, Kaspar Wichman, Holly D. и Markus G-Punkt. Benni Cellini и Robin Sohn присоединились к группе на год позже.
С выходом дебютного альбома Brachialromantik («Брутальная романтика») в 1998 году группу Letzte Instanz стали сравнивать с лидерами жанра немецкого средневекового метала Subway to Sally и Tanzwut. Однако, группа всегда возражала, что это не совсем точное определение стиля их звучания.
Незадолго до того, как вышел альбом, вокалист Hörbi покинул группу для работы над другими проектами, и ему на замену был приглашен Себастьян Лозе (под псевдонимом Robin Sohn). С приходом нового вокалиста для группы началась новая эра. Его энергичные тексты помогли сформировать новое звучание группы. Результатом стал хорошо принятый критиками альбом Das Spiel («Игра»), сильно отличающийся от их предыдущей работы. Скрипичные пассажи ушли на задний план, чтобы сосредоточить внимание на обычных инструментах группы, оставляя место и для электроники. Также в альбом была включена кавер-версия песни «Love is a Shield» группы Camouflage. Вскоре, после выхода альбома, бас-гитарист Kaspar покидает группу и на его место приходит Rasta F.
Своим третьим альбомом Kalter Glanz («Холодный блеск»), вышедшим в 2001 году, Letzte Instanz доказали своим поклонникам и критикам, что попытка классифицировать их музыку была тщетной, так как новый альбом снова отличался от предыдущих.
В альбоме звучит хеви-метал с элементами струнной музыки, особенно в таких песнях как Ganz oder gar nicht («Все или совсем ничего») и в заглавной Kalter Glanz Также группа продолжала демонстрировать свою неизменную преданность фолк-музыке в песнях Oh Fortuna и Mein Todestag («День моей смерти»), в которых фолк-мотивы и гитарные рифы сливаются воедино, образуя новое, оригинальное звучание. В записи трех песен на альбоме принимали участие известные немецкие музыканты Marta Jandová из Die Happy и Sven Friedrich из Dreadful Shadows.
В 2003 году в группе появляются второй гитарист Oli, басист FX и новый барабанщик Specki TD, и в сентябре 2003 группа выпускает альбом Götter Auf Abruf («Боги по вызову»). Хотя новое звучание не сильно отличалось от Kalter Glanz, было заметно продвижение к более сложному сочетанию классических, народных и современных рок-инструментов. Если Das Spiel звучал как фолк-рок с хоррор-тематикой, то музыка на Götter Auf Abruf ещё больше сместилась в сторону металла. Тем не менее, в музыке Letzte Instanz всегда присутствует и сохраняется уникальное и неповторимое звучание предыдущих альбомов. Благодаря тому, что звучание Letzte Instanz вписывалось в форматы радиостанций, группе даже удалось подняться в немецких чартах до 34 места, куда вообще редко удается попадать рок-группам с немецкими текстами.
В 2004 году группа выпустила концертный альбом Live и видео концерта на DVD, которые включали в себя песни из трёх последних альбомов, а также ранее издававшийся только в сборнике Nachtschwärmer Vol.7 трек Kopf oder Zahl («Орел или решка»), которым группа обычно заканчивала концертные выступления.
В марте 2004 года вокалист Robin Sohn, гитарист Tin Whistle и басист FX одновременно решили покинуть группу по личным обстоятельствам. В то же время скрипач M. Stolz и виолончелист Benni Cellini, воспользовавшись перерывом, записали четыре песни с новой группой Angelzoom и присоединились к их концертному туру. Многие поклонники группы решили, что это конец Letzte Instanz. Однако, оставшиеся члены группы решили не бросать проект, на который было потрачено 8 лет, и решили возродить группу.
В декабре 2004 года к группе присоединился новый бас-гитарист Michael Ende, а три месяца спустя — новый вокалист Holly. В июне 2005 года группа выступала уже в новом составе, играя новые песни.
В 2006 году выходит в свет новый альбом Ins Licht, включающий в себя песню Sonne («Солнце») с сингла, которым Letzte Instanz отметили появление нового вокалиста.
В 2007 году группа выпускает альбом Wir Sind Gold и принимает участие в многочисленных фестивалях. В том же году выходит альбом Das Weisse Lied, в который вошли песни из двух предыдущих альбомов и песни, записанные с Holly ранее.
В начале 2009 года появляется альбом Schuldig, в записи которого принимал участие клавишник Unheilig — Hennig.
Группа не останавливается и радует поклонников новыми песнями, представляя свою музыку на суд слушателей Германии и остального мира.
В октябре 2010 года группа выпустила альбом Heilig.
В июле 2012 вышел альбом Ewig.
В августе 2014 выпущен альбом Im Auge des Sturms.
В августе 2016 группа выпустила свой самый успешный альбом Liebe im Krieg. Он достиг 4 в чартах 4 место, а песня «Wir sind eins» была выбрана РБ Лейпциг в качестве титульной песни 2016 года в к чемпионату Германии по футболу.
В феврале 2018 состоялся релиз последнего на сегодняшний день альбома Morgenland.
В феврале 2019 группа дала два успешных концерта в России: 15.02.2019 Санкт-Петербург (Action club). 16.02.2019 Москва (Rock House)

## Состав
Текущие участники группы выделены жирным:

### Вокал

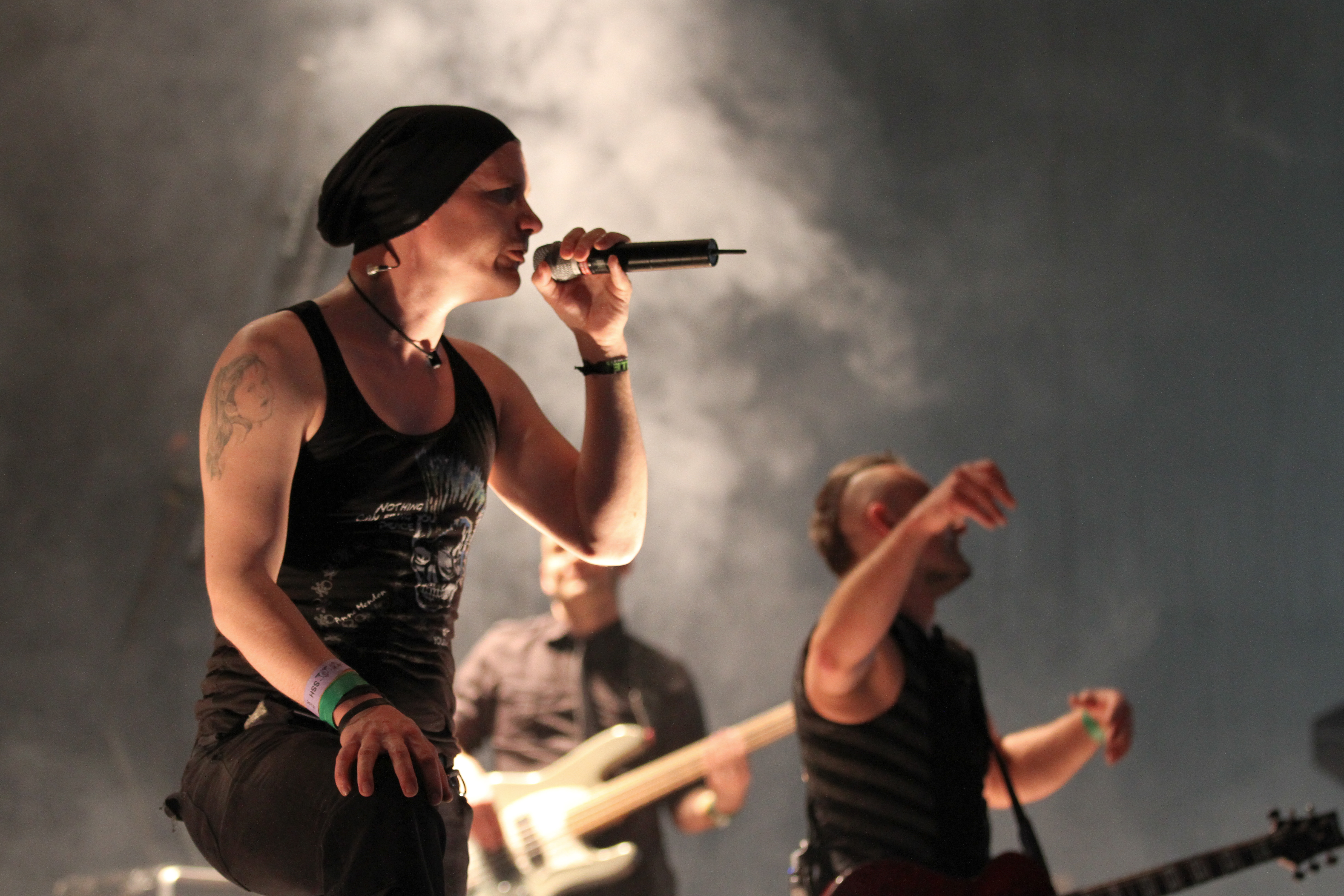
Holly Loose. (2013)

- Hörbi (1996—1997)
- Holly D. бэк-вокал (1996—2014)
- Robin Sohn (1997—2004)
- Holly Loose (2005 — наши дни)

### Гитара
- Tin Whistle (1996—2004)
- Oli (2002—2016)
- Bernie Geef (2016 — наши дни)

### Струнные

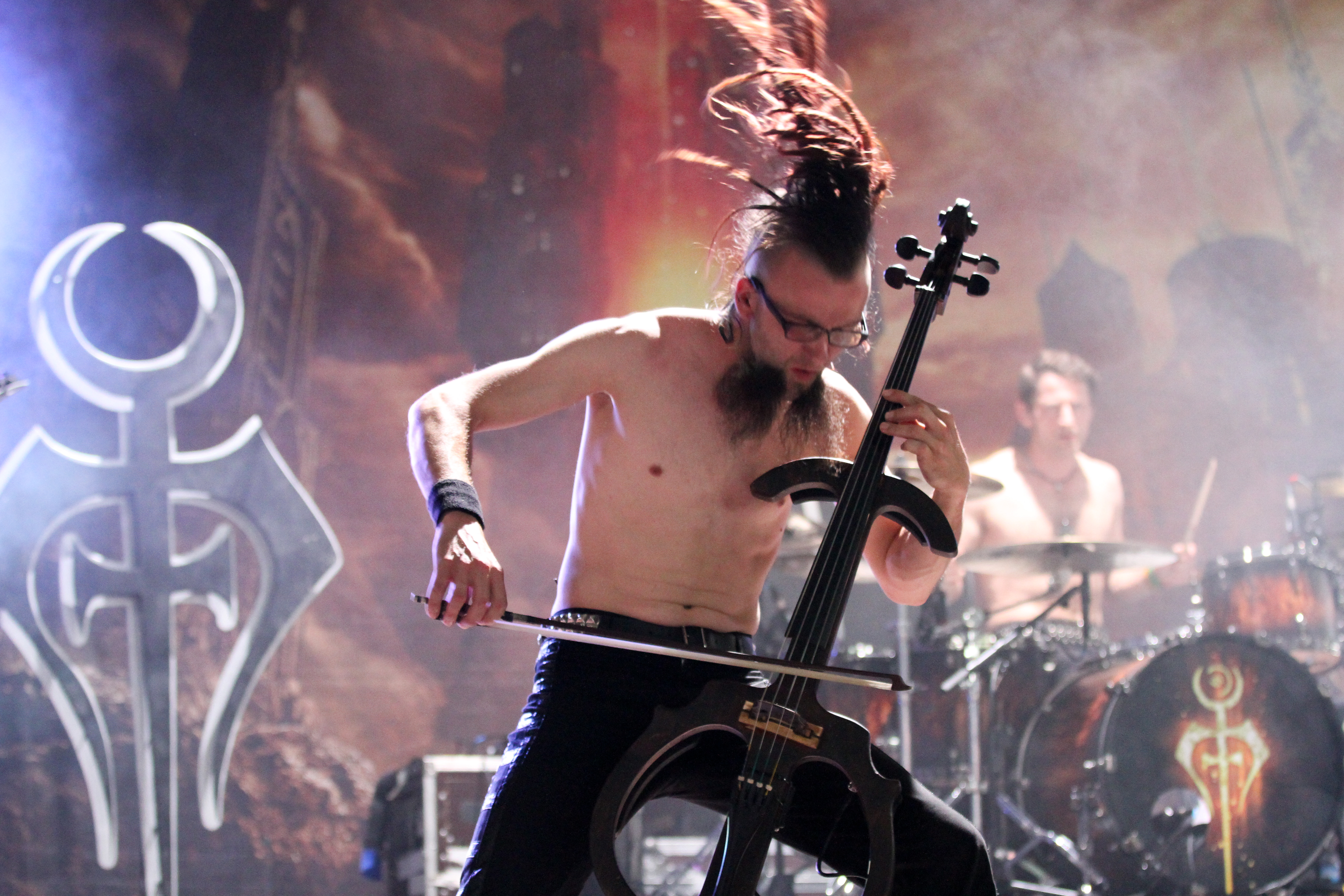
Benni Cellini (2013)

- M. Stolz -скрипка- (1996 — наши дни)
- Benni Cellini -виолончель- (1997 — наши дни)

### Бас-гитара
- Kaspar Wichman (1996—1999)
- Rasta F./FX (1999—2004)
- Michael Ende (2004 — наши дни)

### Ударные
- Markus G-Punkt (1996—2001)
- Specki T.D. (2001—2009)
- David Paetsch (2010—2015)
- Andy Horst (2015 — наши дни)

## Дискография
Альбомы
- 1998 — Brachial Romantik
- 1999 — Das Spiel
- 2001 — Kalter Glanz
- 2003 — Götter Auf Abruf
- 2004 — Live
- 2006 — Ins Licht
- 2007 — Wir Sind Gold
- 2007 — Das weisse Lied
- 2009 — Schuldig
- 2010 — Heilig
- 2012 — Ewig
- 2013 — 15 Jahre Brachialromantik (Best Of)
- 2014 — Im Auge des Sturms
- 2016 — Liebe im Krieg
- 2018 — Morgenland
- 2021 — Ehrenwort

Синглы и EP
- 2001 — Kopfkino
- 2005 — Sonne
- 2006 — Das Stimmlein
- 2007 — Wir sind allein
- 2008 — Flucht ins Glück
- 2009 — Finsternis
- 2010 — Schau in mein Gesicht
- 2011 — Neue Helden
- 2012 — Von Anfang an
- 2012 — Tausendschön
- 2014 — Traum im Traum
- 2014 — Hurensöhne

DVD
- 2004 — Live
- 2008 — Weißgold, при участии Anna Katharina.
- 2014 — 15 Jahre Brachialromantik — Live in Dresden